# Juan Cedeño
Juan Cedeño (Higüey, La Altagracia; 19 de agosto de 1983) es un lanzador dominicano de béisbol profesional que actualmente es agente libre. Anteriormente jugó en la Liga Coreana con los Doosan Bears.

## Carrera
Los Boston Red Sox firmaron a Cedeño como agente libre internacional en 2001. Jugó como organización desde 2002 hasta 2005, hasta que fue cambiado con Chip Ambres a los Kansas City Royals por Tony Graffanino. Cedeño jugó para la organización Royals desde 2005 hasta 2007. Dividió la temporada 2008 en las organizaciones Detroit Tigers y Los Angeles Dodgers. En 2009, Cedeño lanzó para los Doosan Bears de la Organización de Béisbol de Corea.
Cedeño no lanzó en 2010. Lanzó para el béisbol independiente Rio Grande Valley WhiteWings en 2011. En la temporada baja 2011-12, firmó un contrato de ligas menores con los Yankees de Nueva York, recibiendo una invitación al entrenamiento de primavera.
Cedeño fue cambiado de Scranton-Wilkes Barre, filial Triple-A de los Yankees, a Gwinnett, filial Triple-A de los Atlanta Braves, el 12 de mayo de 2013.